# 勁松院
勁松院（けいしょういん、文政6年12月22日（1824年1月22日） - 文久元年5月10日（1861年6月17日））は陸奥仙台藩第12代藩主・伊達斉邦の正室。第11代藩主の伊達斉義の長女。第13代藩主・伊達慶邦の姉。
名は綏姫（まさひめ）、後に徽子（のりこ）。落飾して栄心院、後に勁松院。法諡は勁松院殿維巌操節大姉。

## 経歴
伊達斉義の長女として出生。生母は『伊達略系』では出羽久保田藩支藩の岩崎藩士・山本氏の娘とするが、砂沢氏の娘美寿とする資料もある。
一門登米伊達氏の伊達宗充の長子でかつて父とともに陸奥仙台藩第10代藩主・伊達斉宗の後継に上がったことのある斉邦が文政10年（1827年）1月25日に伊達斉義の婿養子となる。文政11年11月27日（1828年1月13日）に父の斉義が死去したことにより水面下の紆余曲折の末に同年12月に仙台藩主の家督を相続した斉邦と天保8年（1837年）12月に婚礼を挙げる。
天保12年7月24日（1841年9月9日）に夫の斉邦が死去し、落飾して栄心院と称する。後に勁松院と改める。
文久元年5月10日（1861年6月17日）死去。享年39。墓所は大年寺。